# Флаг Марокко

Государственный флаг Марокко (араб. علم المغرب‎) — государственный символ Королевства Марокко, официально утверждён 17 ноября 1915 года.

## Описание и символика
Основные цвета государственного флага Марокко: красный и зелёный. Флаг представляет собой красный стяг пропорцией 2:3, в центре которого находится пятиконечная звезда зелёного цвета, вписанная в круг диаметром 19/45 ширины флага.
Красный цвет — цвет шерифов Мекки.
Зелёная звезда представляет собой королевский трон, а красный фон представляет собой красную землю. Город Марракеш, от которого страна получила свое название на берберском языке, также называют «красным городом».

Гражданский флаг Марокко
Военно-морской флаг Марокко
Гюйс

## Предыдущие флаги

1666—1915
Торговый флаг Испанского Марокко 7 января 1937 — 7 апреля 1956
Торговый флаг Французского Марокко 1919—1946
Торговый флаг Международной зоны Танжер